# Клавдия Фелисита Австрийска
Клавдия Фелисита Австрийска-Тиролска (на немски: Claudia Felizitas von Österreich-Tirol, Claudia Felix; * 30 май 1653, Инсбрук, † 8 април 1676, Виена) от фамилията Хабсбурги, е ерцхерцогиня на Австрия и чрез женитба императрица на Свещената Римска империя от 15 октомври 1673 до 8 април 1676 г.

## Произход
Дъщеря е на ерцхерцог Фердинанд Карл от Австрия-Тирол (1628 – 1662) и съпругата му Анна де  Медичи (1616 – 1676), дъщеря на велик херцог Козимо II де Медичи от Тоскана и Мария Магдалена Австрийска. Принцесата е композиторка и отлична ловджийка.

## Брак
На 15 октомври 1673 г. Клавдия се омъжва в Грац за втория си братовчед император Леополд I (1640 – 1705), вторият син на император Фердинанд III и Мария-Анна Испанска. Тя е втората му съпруга. Бракът е щастлив. Те имат две дъщери, които умират малки:
- Анна Мария София (10 септември 1674 – 21 февруари 1675)
- Мария Йозефа Клементина (11 октомври 1675 – 11 септември 1676)

Императрица Клавдия Фелисита умира на 22 години от туберкулоза. По нейно желание е погребана при майка си.